# Rui Fadigas
Rui Manuel Carvalho Fadigas Rosa mais conhecido por Rui Fadigas é um músico português.
Foi baixista da banda portuguesa Delfins entre 1986 e 2009. Actualmente faz parte do projeto a solo de Miguel Ângelo, antigo vocalista dos Delfins.